# Große Eßmerstraße
Die Große Eßmerstraße in Harpstedt, führt in Nord-Süd-Richtung von der Kleinen Eßmerstraße zur Neuen Straße.
Die Gebäude Nr. 4 bis 14 stehen als Gruppe unter Denkmalschutz.

## Geschichte
Harpstedt wurde 1203 erstmals urkundlich erwähnt als Harpenstede.
Die Straße mit zumeist eingeschossigen Häusern gehört zur Altstadt mit einem rasterartigen Straßennetz. Die Nebenstraßen sind Schützenweg, Logestraße, Freistraße und Burgstraße, an der früher die Burg stand und heute der Amtshof Harpstedt.
Die Einzelbaudenkmale sind:
- Nr. 4: Wohn- und Geschäftshaus mit Krüppelwalmdach, wohl ehem. Ackerbürgerhaus
- Nr. 6: Wohnhaus mit Krüppelwalmdach
- Nr. 8: Wohn- und Geschäftshaus mit Walmdach, wohl ehem. Ackerbürgerhaus
- Nr. 14: Wohnhaus, Eckhaus mit Krüppelwalmdach; Wohnen und Dienstleistungen, wohl ehem. Ackerbürgerhaus